# Bílý soul
Bílý soul, respektive soul bílých umělců (někdy též blue-eyed soul, což znamená "modrooký soul").
Bílý soul přišel společně s "černošským soulem" v šedesátých letech 20. století. Inspirací byly převážně nahrávky z Motown Records či Stax Records.
70. a 80. léta přinesla novou vlnu bílých umělců, kteří se zajímali o soul a adaptovali jej spolu s R&B do svého repertoáru. Termín se může aplikovat i na hip-hop soul, urban (bílé) umělce.
Mezi hity bílého soulu patří:
- 1965: Righteous Brothers – "You’ve Lost That Lovin’ Feeling"
- 1967: The Rascals – "Groovin’"
- 1971: Hamilton, Joe Frank & Reynolds – "Don’t Pull Your Love"
- 1972: Grass Roots – "Runway"
- 1973: The Stories – "Brother Luie"
- 1973: Skylark – "Wild Flower"
- 1982: Phil Collins – "You Can’t Hurry Love"
- 1983: Culture Club – "Church of the Poison Mind"
- 1983: Culture Club – "Do You Really Want To Hurt Me"
- 1983: Dexys Midnight Runners – "Come On Eileen"
- 1984: The Style Council – "Shout to the Top"
- 1984: Eurythmics – "Here Comes the Rain Again"
- 1988: Steve Winwood – "Roll With It"

## Někteří představitelé bílého soulu
| - Lana Del Rey - Christina Aguilera - Ambrosia - Atlanta Rythm Section - Box Tops - Peter Brown - Taylor Dayne - Dr.Hook - Grass Roots - Hall & Oates - Dan Hartman - Hamilton Joe Frank & Reynols - KC and the Sunshine Band - Benny Mardones - Tina Marrie - New Kids on the Block - The Rascals - Redbone - Righteous Brothers - Robbie Nevil - Mitch Ryder - Bonnie Raitt - Skylark (skupina) - The Stories - Robin Thicke - Wild Cherry |  | - Adele - The Animals - Average White Band - Rick Astley - David Bowie - Eric Burdon - Boy George - Culture Club - Phil Collins - Spencer Davis Group - Dexys Midnight Runners - Elton John, ("Benny & Jets") - Eurythmics - Tom Jones - The Human League - Annie Lennox - Lulu - Frankie Miller - Van Morrison - Alison Moyet - Robert Palmer - Simply Red - Lisa Stansfield - Joss Stone - Them - Steve Winwood - Joe Cocker |